# سباق طواف فرنسا 1956
سباق طواف فرنسا 1956 من سلسلة سباقات سباق طواف فرنسا. أقيم هذا السباق في تاريخ 5-28 يوليو 1956 على 22 مراحل. بعد مرور 140 ساعة و06 دقيقة و05 ثانية وبعد طي 4498 كم بمتوسط 36.268 كم في الساعة فاز بالميدالية الذهبية روجيه فالكوفياك من فرنسا، فيما حصد جيلبرت بوفين من فرنسا الميدالية الفضية، وكانت الميدالية البرونزية من نصيب جان أدريانسيز من بلجيكا.

## الميداليات
| ذهب                     | فضة                  | برونز                  |
| روجيه فالكوفياك - فرنسا | جيلبرت بوفين - فرنسا | جان أدريانسيز - بلجيكا |